# Roland Böse
Roland Böse, auch Roland Boese, (* 10. Februar 1947 in Bingen) ist ein ehemaliger deutscher Ruderer. 1967 wurde er Europameister im Achter.

## Leben
Der Ruderer von der Binger Rudergesellschaft 1911 gewann im Jahr 1966 zusammen mit Claus Zimmer die Deutsche Meisterschaft mit dem Doppelzweier. 1967 gewann er die Meisterschaft im Vierer ohne Steuermann und wurde von Karl Adam in den Deutschland-Achter geholt. Nach dem Gewinn der Deutschen Meisterschaft trat er auch bei der Europameisterschaft 1967 in Vichy an. Der Deutschland-Achter startete in der Besetzung Horst Meyer, Dirk Schreyer, Rüdiger Henning, Ulrich Luhn, Wolfgang Hottenrott, Egbert Hirschfelder, Jörg Siebert, Roland Böse und Steuermann Gunther Tiersch. Dieser kräftig umbesetzte Achter gewann die Europameisterschaft vor der Sowjetunion und den Gaststartern aus den USA. Es war der vierte Europameistertitel in Folge für den Deutschland-Achter.
1968 saß Lutz Ulbricht für Ulrich Luhn im Deutschland-Achter. Horst Meyer, Dirk Schreyer, Rüdiger Henning, Wolfgang Hottenrott, Lutz Ulbricht, Egbert Hirschfelder, Jörg Siebert, Roland Böse und Steuermann Gunther Tiersch wurden gemeinsam Deutscher Meister. Bei den Olympischen Spielen in Mexiko-Stadt qualifizierte sich der Achter mit Böse für das Finale. Nachdem Roland Böse Schluckbeschwerden hatte, wandte er sich an den Mannschaftsarzt Joseph Keul, der eine Angina feststellte. Unter den Höhenbedingungen von Mexiko wollte es die Mannschaftsleitung nicht riskieren, einen erkrankten Sportler einzusetzen. Im Finale startete Niko Ott für Böse und der Deutschland-Achter gewann die Goldmedaille. Niko Ott schenkte Roland Böse seine Medaille, für Niko Ott wurde später eine Medaille nachgeprägt.
Roland Böse erhielt für seine sportlichen Leistungen am 27. November 1968 das Silberne Lorbeerblatt. Nach den Olympischen Spielen in Mexiko beendete er seine Karriere und setzte sich jahrelang nicht mehr in ein Boot.